# Congrès de la république de Colombie
Pour les articles homonymes, voir Congrès (homonymie).
IXe Congrès
Capitole national
Le Congrès de la république de Colombie (en espagnol : Congreso de la República de Colombia) est l'organe législatif bicaméral de la Colombie. 
Il est composé de deux chambres :
- le Sénat de la République (Senado de la República), dit « chambre haute », qui comprend 108 sénateurs ;
- la Chambre des représentants (Cámara de Representantes) dite « chambre basse », qui comprend 188 représentants.